# Alfons Parvex
Adolf Alfons Ksawery Parvex, Alphonse Parvex (ur. 1833 w Warszawie, zm. 25 listopada 1890 w Warszawie) – polski urzędnik, powstaniec styczniowy, ornitolog amator.

## Życiorys
Urodził się w Warszawie jako syn Piotra (zm. przed 1839), obywatela szwajcarskiego, nauczyciela języka francuskiego i autora podręcznika do nauki tego języka, i Serafiny z Leśnikowskich (zm. 1875). Pracował jako urzędnik w Wytwórni Papieru w Jeziornie. Jako ornitolog uczył się u Ludwika Koehnego i Władysława Taczanowskiego, współpracował z Wiktorem Godlewskim i Benedyktem Dybowskim. Za udział w powstaniu styczniowym zesłany na katorgę, przebywał w Piotrowsku, Siwakowej, Darasuniu i Irkucku. Na Syberii wraz z Godlewskim i Dybowskim badał i gromadził zbiory przyrodnicze w latach 1865–1868. Dzięki szwajcarskiemu obywatelstwu zwolniony z nakazem wyjazdu do Szwajcarii, opuścił Syberię w 1868 roku. Po krótkim pobycie w Warszawie wyjechał do Genewy. Od 1879 w Paryżu, pracował dzięki wstawiennictwu Taczanowskiego w magazynie zoologicznym Bouviera. Brał udział, od połowy 1881 do końca 1882 roku, w wyprawie myśliwskiej do Kanady i Brazylii. Zmarł 25 listopada 1890 w Warszawie w wieku 55 lat. Dybowski w swoich pamiętnikach odnotował, że „[Parvex] lubił wódkę i zginął od niej”. Pochowany został na Cmentarzu Bródnowskim.
Na cześć Parvexa nazwano co najmniej trzy taksony:
- kiełża Eulimnogammarus parvexi Dybowski, 1874.
- Eremophila albigula var. parvexi Taczanowski, 1876.
- Otocorys parvexi Taczanowski, 1876.

Zbiory przyrodnicze, zwłaszcza ornitologiczne, Parvexa znajdują się w Muzeum i Instytucie Zoologii PAN.

## Publikacje
- Dybowski P, Parvex A. Verzeichnis der während der Jahre 1866 und 1867 im Gebiete der Mineralwasser von Darasun in Daurien beobachteten Vögel. „Journal für Ornithologie” 1868; 16: 330-333.